# Delmar (Delaware)
|  | Dieser Artikel wurde aufgrund von inhaltlichen Mängeln auf der Qualitätssicherungsseite des Projektes USA eingetragen. Hilf mit, die Qualität dieses Artikels auf ein akzeptables Niveau zu bringen, und beteilige dich an der Diskussion! Eine nähere Beschreibung der zu behebenden Mängel fehlt. |

Delmar ist eine kleine Stadt im Sussex County im US-Bundesstaat Delaware, Vereinigte Staaten. Das U.S. Census Bureau hat bei der Volkszählung 2020 eine Einwohnerzahl von 2027 ermittelt. Das Stadtgebiet hat eine Größe von 2,4 km².
Ihren Spitznamen "The Little Town Too Big for One State" verdankt die Stadt ihrer Lage auf der Grenze zwischen Delaware und Maryland. Die Zwillingsstadt Delmar (Maryland) im Wicomico County hat 3003 Einwohner (Stand: 2010).

## Persönlichkeiten
- Lauren Witzke (* 1988), Politikerin